# Lophyra
Lophyra là một chi bọ cánh cứng săn mồi trong họ Carabidae, có thể bay. Chi này có 15 loài.

## Các loài
Chi này gồm các loài:
- Lophyra abbreviata (Klug, 1832)
- Lophyra alba (W.Horn, 1894)
- Lophyra albens (W.Horn, 1895)
- Lophyra anataria Naviaux, 1991
- Lophyra arnoldi (W.Horn, 1904)
- Lophyra atkinsonii (Gestro, 1893)
- Lophyra barbifrons (Boheman, 1848)
- Lophyra bertolonia (W.Horn, 1915)
- Lophyra boreodilatata (W.Horn, 1929)
- Lophyra bouyeriana Cassola, 2005
- Lophyra brevicollis (Wiedemann, 1823)
- Lophyra canaliculata Werner, 1993
- Lophyra cancellata (Dejean, 1825)
- Lophyra candida (Dejean, 1825)
- Lophyra capillata Werner & Wiesner, 1994
- Lophyra cassoliana Werner, 1997
- Lophyra catena (Fabricius, 1775)
- Lophyra cerina Naviaux & Acciavatti, 1987
- Lophyra clathrata (Dejean, 1825)
- Lophyra damara (Peringuey, 1892)
- Lophyra differens (W.horn, 1892)
- Lophyra endroedyi Cassola, 1993
- Lophyra escheri (Dejean, 1831)
- Lophyra fasciculicornis (Barker, 1919)
- Lophyra flavipennis Cassola, 1983
- Lophyra flexuosa (Fabricius, 1787)
- Lophyra fuliginosa (Dejean, 1826)
- Lophyra gemina (W.Horn, 1927)
- Lophyra grossepunctata (W.Horn, 1913)
- Lophyra herero (Peringuey, 1892)
- Lophyra hilariola (Bates, 1874)
- Lophyra histrio (Tschitscherine, 1903)
- Lophyra infuscatula (W.Horn, 1915)
- Lophyra juengeriorum (Mandl, 1973)
- Lophyra kuznetzowi (Tscherkasov, 1992)
- Lophyra latelimbata (G.Muller, 1941)
- Lophyra lefroyi (W.Horn, 1908)
- Lophyra lineifrons (Chaudoir, 1865)
- Lophyra luxerii (Dejean, 1831)
- Lophyra minax (Wallengren, 1881)
- Lophyra miskelliana Cassola, 1986
- Lophyra monteiroi (Bates, 1878)
- Lophyra multiguttata (Dejean, 1825)
- Lophyra murzini Werner, 1992
- Lophyra namibica Werner & Wiesner, 1994
- Lophyra neglecta (Dejean, 1825)
- Lophyra nitidipes (Wallengren, 1881)
- Lophyra nudorestricta (W.Horn, 1913)
- Lophyra obliquograciliaenea (W.Horn, 1920)
- Lophyra obtusidentata (Putzeys, 1880)
- Lophyra parvimaculata (Fowler, 1912)
- Lophyra persicola (W.Horn, 1934)
- Lophyra praetermissa Cassola, 2008
- Lophyra pseudodistans (W.Horn, 1939)
- Lophyra pseudominax Wiesner, 2001
- Lophyra pseudoneglecta Miskell, 1978
- Lophyra quadraticollis (Chaudoir, 1835)
- Lophyra reliqua (Barker, 1920)
- Lophyra roberti Werner, 2003
- Lophyra rufidorsalis Miskell, 1978
- Lophyra saraliensis (Guerin-Meneville, 1849)
- Lophyra senegalensis (Dejean, 1825)
- Lophyra somalia (Fairmaire, 1882)
- Lophyra striatifrons (Chaudoir, 1852)
- Lophyra striolata (Illiger, 1800)
- Lophyra sumlini Cassola, 1976
- Lophyra tetradia (Fairmaire, 1899)
- Lophyra uncivittata (Quedenfeldt, 1883)
- Lophyra vittigera (Dejean, 1825)
- Lophyra vittula Rivalier, 1951
- Lophyra vivida (Boheman, 1848)
- Lophyra wajirensis Miskell, 1978
- Lophyra wellmani (W.Horn, 1907)
- Lophyra wiesneriana Cassola, 1983

## Hình ảnh

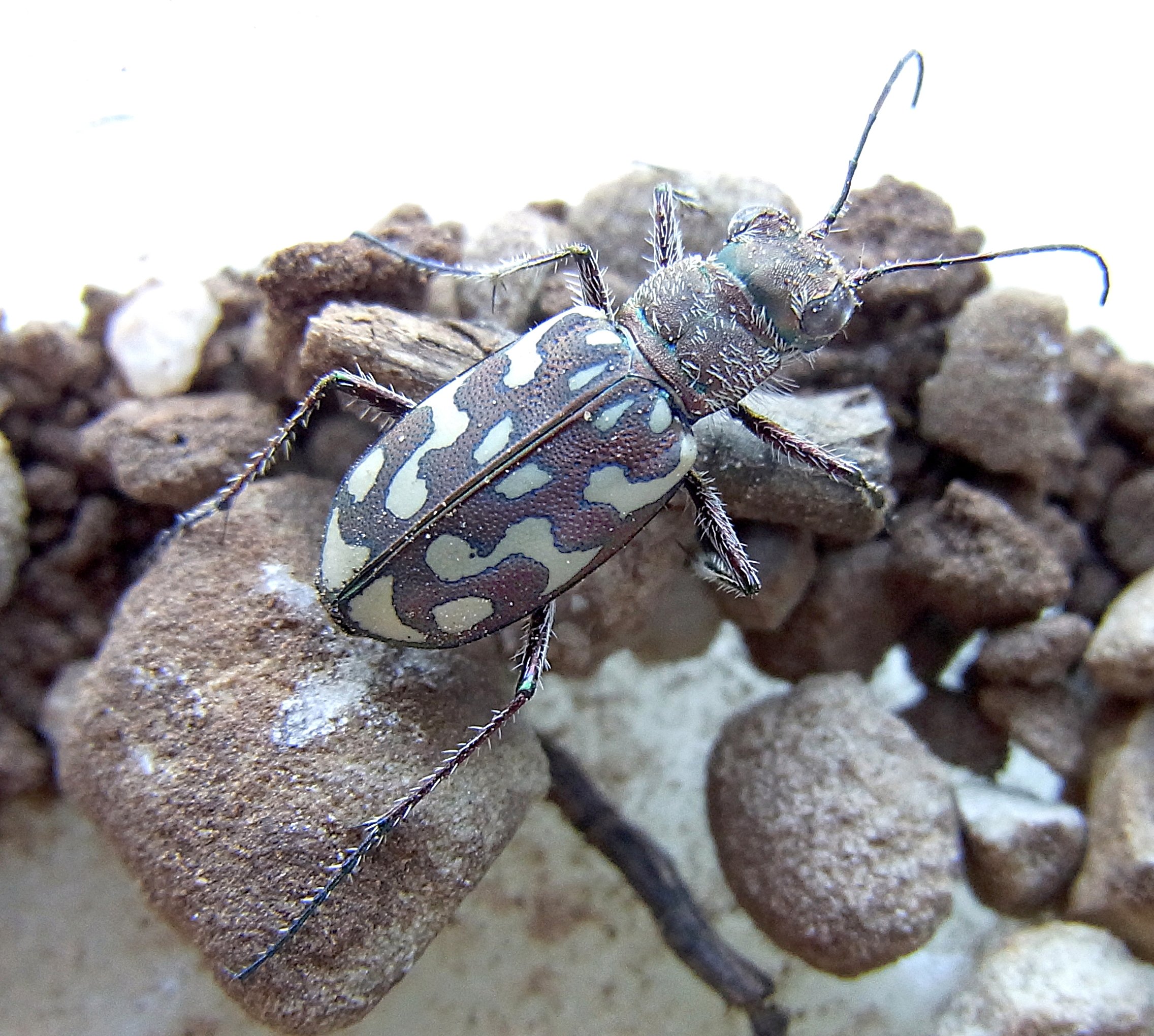
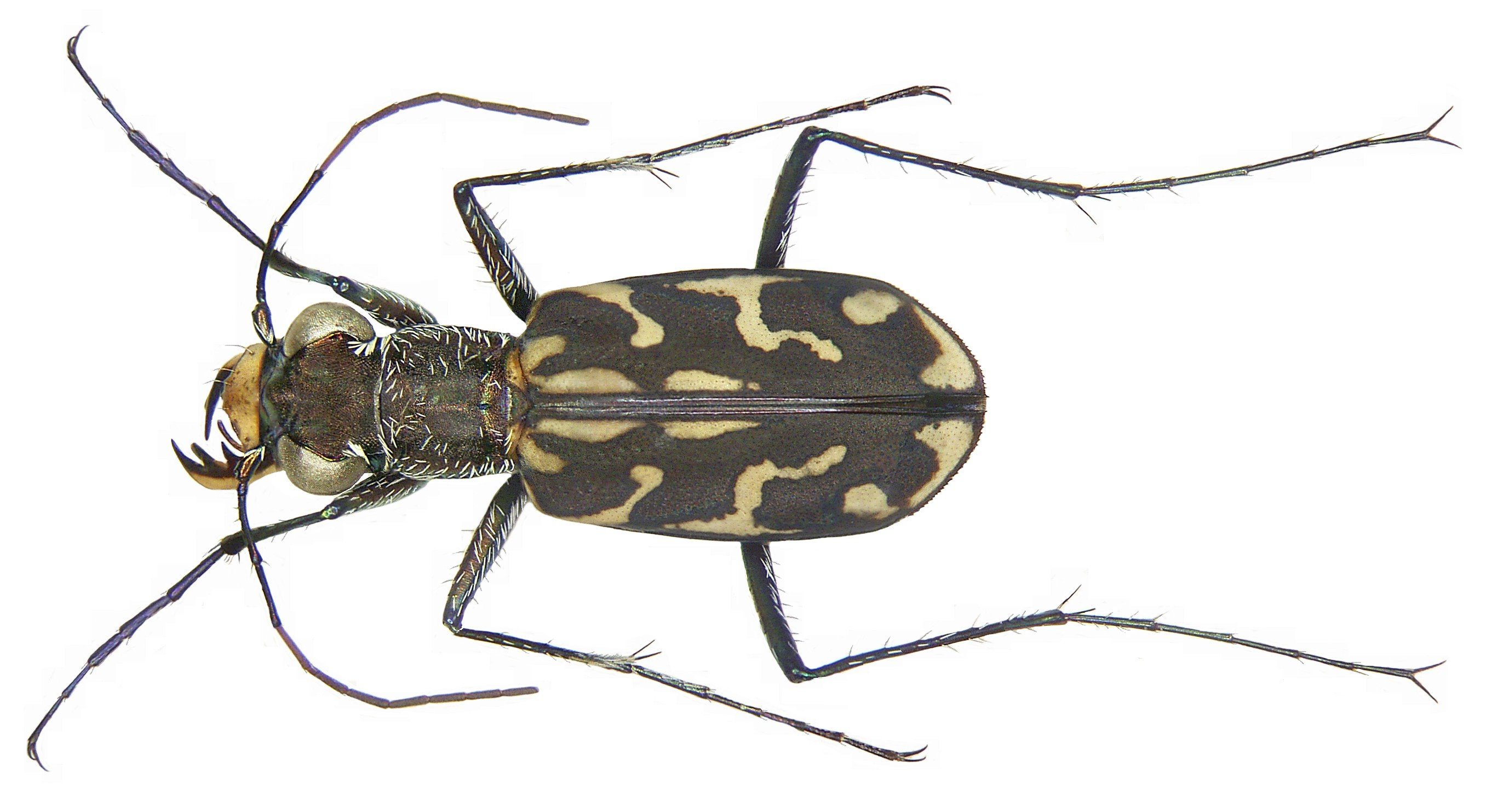
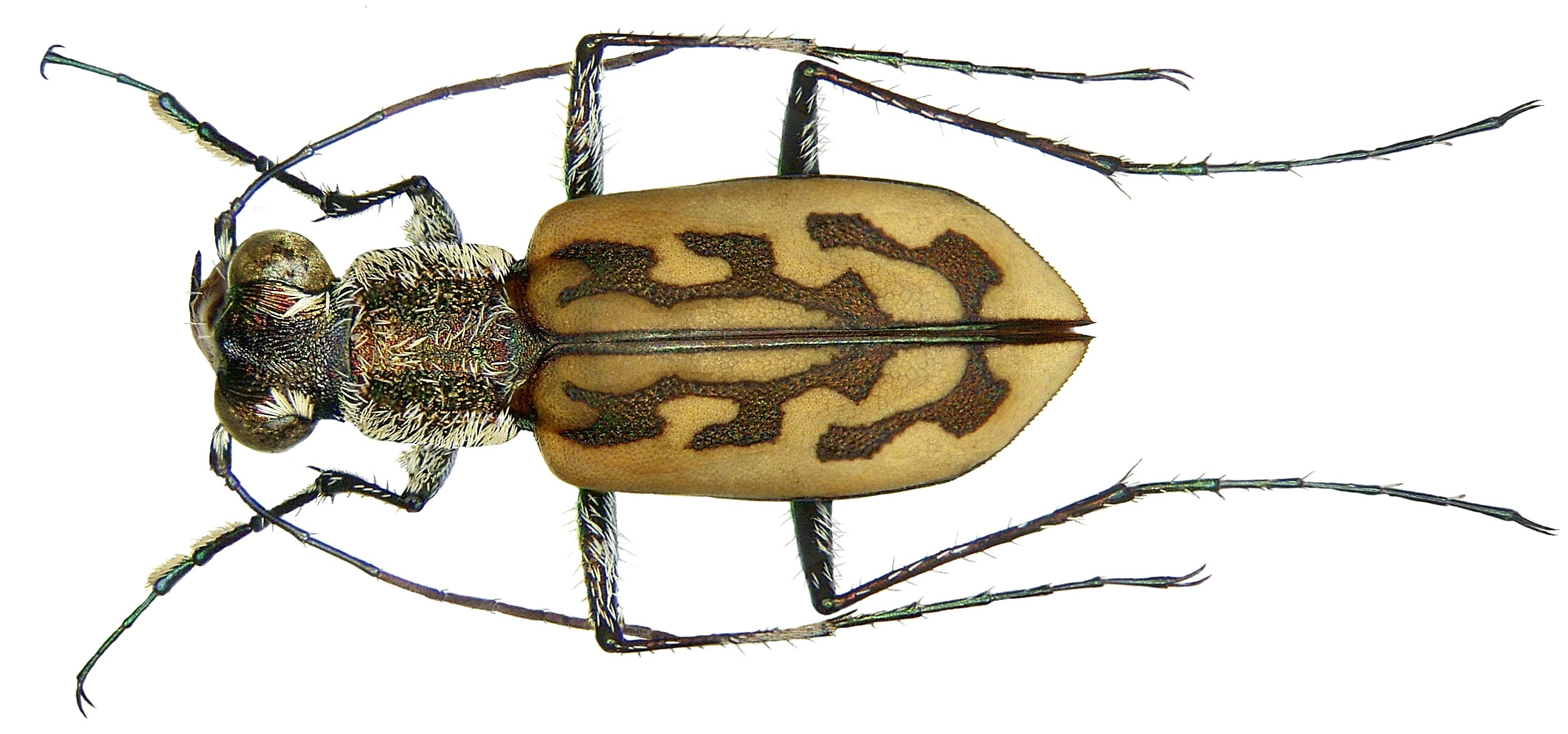
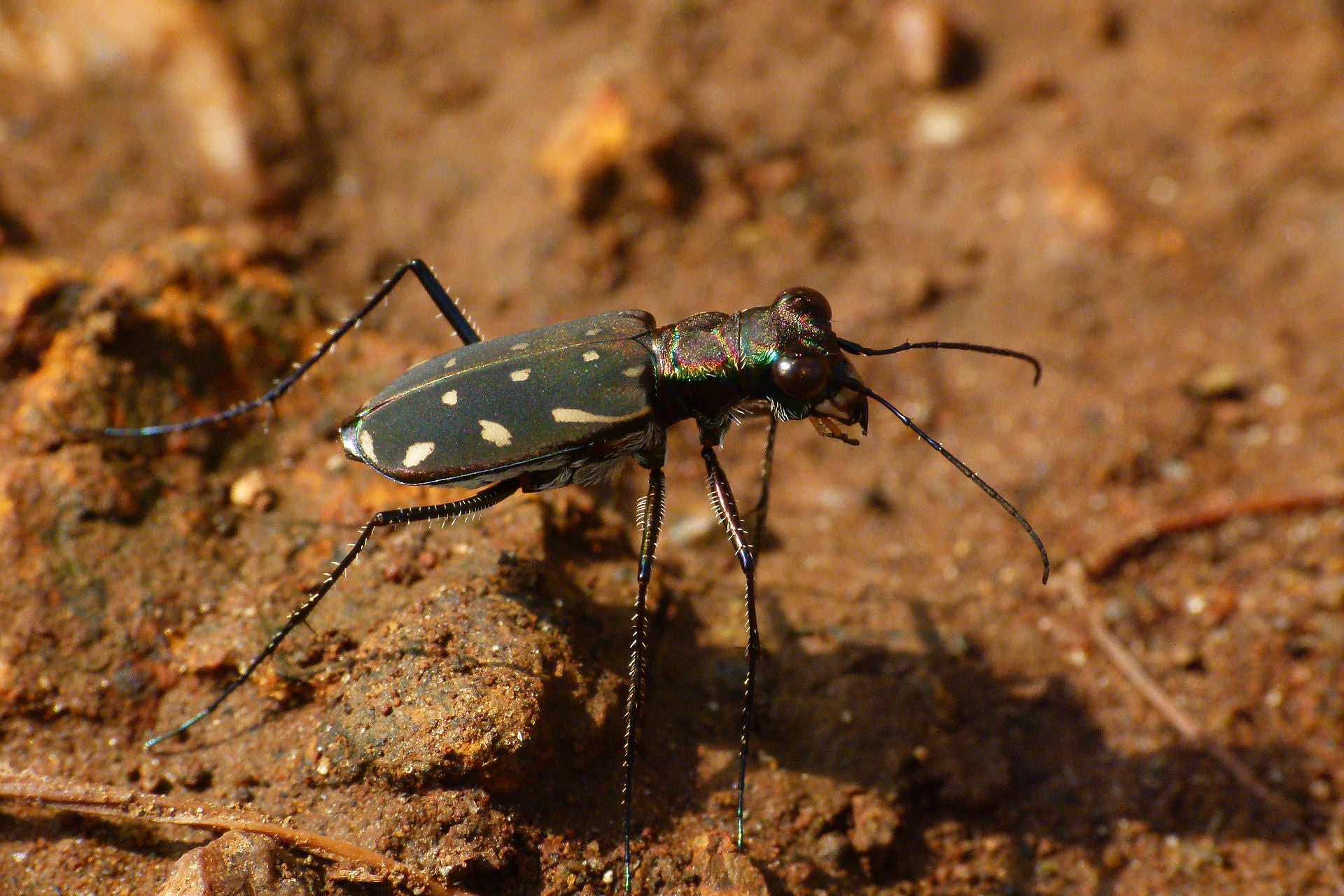